# Космос (фильм)
«Космос» (фр. Cosmos) — фильм 2015 года режиссёра Анджея Жулавского совместного франко-португальского производства. Фильм снят по одноимённому роману польского писателя Витольда Гомбровича. Создатели фильма позиционируют его как «метафизический нуар-триллер».
Премьера «Космоса» состоялась на кинофестивале в Локарно, где фильм получил приз за лучшую режиссуру.

## Сюжет
Двое молодых людей, Витольд и Фукс, отправляются в небольшой загородный дом, где сталкиваются с тревожными приметами: висящим в лесу воробьём, странными знаками на полу дома и в саду, странным поведением обитателей дома.

## В ролях
| Актёр               | Роль             |
| ------------------- | ---------------- |
| Жан-Франсуа Бальмер | Леон             |
| Сабина Азема        | Мадам Войтыс     |
| Жонатан Жёне        | Витольд          |
| Жоан Либеро         | Фукс             |
| Виктория Герра      | Лена             |
| Энди Жиле           | Люсьен           |
| Клементин Понс      | Катретт / Жинетт |

## Работа над фильмом
«Космос» стал первым фильмом Анджея Жулавского за последние 15 лет (и оказался его последней работой — он скончался через несколько месяцев после премьеры). В качестве продюсера выступил Пауло Бранко со своей компанией Alfama Films в сотрудничестве с португальской компанией Leopardo Filmes. Съёмка заняла период с середины ноября до конца декабря 2014 года.